# Fagre voksne verden
Fagre voksne verden (engelsk: The Graduate) er et romantisk drama fra 1967 instrueret af Mike Nichols baseret på en roman af samme navn af Charles Webb. Filmen beretter om Ben Braddock, spillet af Dustin Hoffman, der netop er dimitteret fra college, men ikke rigtig kan finde ud af, hvad han skal med livet. Han forføres af den ældre Mrs. Robinson, spillet af Anne Bancroft, og forelsker sig i hendes datter Elaine, spillet af Katharine Ross.

## Handling
Ben Braddock er 21 år gammel, søn af et par fra den højere middelklasse og netop dimitteret fra college. Filmen indledes med, at hans forældre fejrer dette med en fest i deres hus i en forstad til Los Angeles. Ben holder distance under festen, som primært holdes for forældrenes venner, og svarer undvigende om sine fremtidsplaner. Mrs. Robinson, gift med faderens forretningspartner, beder Ben om at køre sig hjem, hvilket han modvilligt går med til.
Da de når hendes hjem, beder Mrs. Robinson Ben om at følge sig ind under påskud af, at hun er bange for et mørkt hus. Hun overtaler ham til at tage en drink og lægger derpå an på Ben (hvilket han konstaterer med det kendte citat: "Mrs. Robinson, you are trying to seduce me". Ben bliver rystet og flygter, men nogle dage senere er det ham, der ringer til Mrs. Robinson, og de to indleder en affære.
Ben er seksuelt usikker, men drages af den modne, men stadig attraktive Mrs. Robinson, og deres affære varer ved det meste af sommeren. I mellemtiden søger Bens far at få ham til at vælge sig en videregående uddannelse, men Ben er ikke motiveret og slår det hen. Affæren med Mrs. Robinson fungerer i den forbindelse for Ben som en flugt fra at skulle tage stilling til sin fremtid.
Undervejs opfordrer Mr. Robinson Ben til at gå ud med deres datter Elaine, og han støttes af Bens forældre. Han søger at undgå dette, måske af angst for, hvad det kan betyde for forholdet til Mrs. Robinson, men han må bøje sig til sidst. Han søger til gengæld at gøre stævnemødet med Elaine til en fiasko. Han kører vildt og tager hende med på en stripklub, hvor hun i ydmygelsen sætter sig og græder. Da hun efterfølgende stormer ud, føler Ben skyld og følger efter hende, undskylder og kysser hende. Dette bliver starten på et kærlighedsforhold mellem Ben og Elaine, hvilket Mrs. Robinson (og egentlig også Ben) havde forsøgt at forhindre.
Derpå ramler tilværelsen for Ben. Han tvinges til at fortælle Elaine om sin affære med hendes mor, og hun afbryder følgelig forbindelsen. Ben forhindres nu i at møde hende, og hun forlover sig med en mand, der kan accepteres af hendes forældre, men da Ben med en vis ret er overbevist om, at Elaine stadig elsker ham, har han nu et mål, som han forfølger trods Mrs. Robinsons forhindringer. Da Elaine skal giftes, kører Ben en lang vej, hvorunder han klarer en række opståede problemer, for at forhindre brylluppet. Da han når kirken, ser han gennem et vindue, at Elaine og hendes forlovede skal til at kysse, og han frygter at være kommet for sent. Men han banker heftigt på ruden, mens han kalder på Elaine. Hun beundrer Bens ihærdighed og kalder igen, hvorpå kaos bryder ud.
Ben må kæmpe med Elaines forældre og bryllupsgæster, men får Elaine med ud, og de når lige den lokale bus. Fra bageste sæde her kan de smilende se de forbløffede passagerer i bussen, og de er på vej til en ny og ukendt fremtid.

## Medvirkende
- Dustin Hoffman – Ben Braddock
- Anne Bancroft – Mrs. Robinson
- Katharine Ross – Elaine Robinson
- Murray Hamilton – Mr. Robinson
- William Daniels – Mr. Braddock
- Elizabeth Wilson – Mrs. Braddock

## Baggrund og produktion
En række skuespillere var på tale til rollen som Ben. Den første var Warren Beatty, der dog valgte at spille med i Bonnie og Clyde i stedet. Robert Redford blev prøvet, men sammen med Mike Nichols måtte han erkende, at rollen krævede en skuespiller, der virkede mere usikker på sin seksualitet. Andre på tale var Burt Ward, der dog foretrak at fortsætte som Robin i tv-serien om Batman (hvilket han senere fortrød), samt Charles Grodin.
Til rollen som Elaine var Natalie Wood først på tale, efterfulgt af Sally Field, inden man besluttede sig for Katharine Ross.
Planerne om filmen var indledt allerede i 1962, og da var Marilyn Monroe på tale som Mrs. Robinson. Senere blev Patricia Neal tilbudt rollen, men hun afslog, da hun netop havde været syg. Doris Day fik ligeledes tilbuddet, men sagde nej.
De tre hovedrolleindehavere var i den virkelige verden lidt for tæt på hinanden i alder. Hoffman var 29 under indspilningen, men skulle spille 21-årig. Samtidig skulle Anne Bancroft forestille at være i starten af fyrrerne, men var i virkeligheden blot seks år ældre end Hoffman. Samtidig var hendes datter i filmen, Katharine Ross, i den virkelige verden blot ni år yngre end Bancroft.
Filmen betød et stort gennembrud for Hoffman i sin blot anden filmrolle. Den indbragte ham en nominering til en Oscar for bedste mandlige hovedrolle, som snart skulle blive fulgt af flere, inden han i 1979 og 1988 modtog prisen for rollerne i Kramer mod Kramer og Rain Man. Også Bancroft og Ross blev nomineret til Oscars for henholdsvis kvindelige hovedrolle og kvindelige birolle.

### Musik
Filmen gav duoen Simon & Garfunkel et stort skub opad i popularitet. Deres soundtrack-album The Graduate Original Album nåede hitlistetoppen i 1968 med basis i det store hit med Mrs. Robinson. Det interessante er, at denne sang slet ikke optræder i sin helhed i filmen eller på albummet, idet Paul Simon ikke nåede at blive færdig med den i tide. Den kom først med på deres næste album Bookends, mens der er brudstykker af sangen (indledningen og omkvædet) i filmen. Til gengæld optræder sangen The Sound of Silence i tre omgange i filmen.

### Markedsføring
En berømt plakat fra filmen viser Hoffman stående lidt usikker i baggrunden, mens man i forgrunden ser nederste del af Mrs. Robinsons ben, der er strakt frem på en æggende måde. Benet tilhørte i virkeligheden ikke Anne Bancroft, men den på det tidspunkt ukendte model, Linda Gray, der senere blev kendt for sin rolle som Sue Ellen Ewing i Dallas. Linda Gray har i øvrigt senere spillet rollen som Mrs. Robinson i flere omgange på teater.